# دهستان لانگچنپهو
دهستان لانگچنپهو (به لاتین: Langchenphu Gewog) یک دهستان در کشور بوتان است که در ناحیهٔ سادروپ جونگخار واقع شده‌است.